# Macrothele bannaensis
Macrothele bannaensis är en spindelart som beskrevs av Xu och Yin 200. Macrothele bannaensis ingår i släktet Macrothele och familjen Hexathelidae. Inga underarter finns listade i Catalogue of Life.